# Feestmuts
Feestmuts is een lied van de Nederlandse feestact Snollebollekes. Het werd in 2016 als single uitgebracht en stond in 2017 als zevende track op het album ...En door.

## Achtergrond
Feestmuts is geschreven door Jurjen Gofers en Maurice Huismans. Het is een lied uit het genre feestmuziek en kan worden gezien als een carnavalskraker. In het lied zingt Rob Kemps, de leadzanger van de feestact, over een feest, waar veel feestmutsen te zien zijn. De act had ten gevolge van het lied enkele duizenden feestmutsen laten maken, welke uitgedeeld werden bij concerten en optredens van Snollebollekes. Van die duizenden werden de eerste feestmutsen geveild bij 3FM Serious Request 2015. Op de B-kant van de single is een "Extended" versie van het lied te vinden.
In de bijbehorende videoclip is Kemps te zien terwijl hij met verschillende personen in een auto rijdt. Mensen die op bepaalde momenten naast hem zitten in de clip zijn onder andere Jeroen van Inkel, Rick van Velthuysen en Igmar Felicia. Ook bekende carnavalsklanten, zoals Pieter Foolen, carnavalsvereniging Dommelsoppers, De Bloaskaken, De Alpenzusjes en Huub Hangop zijn in de clip te zien.

## Hitnoteringen
De feestact had bescheiden succes met het lied in Nederland. Het piekte op de 59e plaats van de Single Top 100 en stond vier weken in deze hitlijst. De Top 40 werd niet bereikt; het lied bleef steken op de zestiende plaats van de Tipparade.